# سعاد السباعي
سعاد السباعي (بالإيطالية: Souad Sbai)‏ هي صحفية إيطالية وسياسية من أصل مغربي، ولدت في سطات في 5 فبراير 1961.
وهي فعالة بشكل خاص في الجمعيات في إيطاليا، استنكرت الظلم ضد المرأة. وكتبت في العديد من الصحف.
وتحمل شهادة في الأدب والفلسفة من جامعة لا سابينزا في روما.
أنتخبت نائباً في عام 2008 في منطقة بوليا، تحت راية شعب الحرية (يمين الوسط). كما لديها أطروحة في القانون الإسلامي.
دكتوراه في القانون المقارن في جامعة دي نابلس في نابولي، كلية الدراسات السياسية والتعليم العالي في المطبخ الأوروبي ومنطقة البحر الأبيض المتوسط «جان مونيه». الرسالة: «حقوق المنظمات النسائية والنساء في المغرب»، العام الدراسي 2004/2005.
ماجستير في الطب الاجتماعي، نظمت في عام 2006 من قبل جامعة سانت أندرو في روما. موضوع: «الختان الفرعوني».
محاضرة عن «الهجرة والاندماج» ماستر في جامعة الثانية دي نابلس من نابولي، كلية الدراسات السياسية الأوروبية والبحر الأبيض المتوسط والتعليم العالي «جان مونيه»، في العام الدراسي 2005/2006.
محاضرة للندوات في جامعة لا سابينزا، جامعة روما الثالثة والجامعة الثانية من نابولي.
المشاركة في المؤتمرات والندوات الدولية حول قضايا الهجرة.

## الجمعيات المهنية والمهنة
صحفية ورئيسة تحرير صحيفة مغربية الشهرية الناطقة باللغة العربية. كاتبة في صحيفة الـ«المستقبل». كاتبة عمود في صحيفة على الإنترنت «الغرب». رئيسة Acmid النسوية غير الربحية (جمعية المرأة المغربية في إيطاليا) منذ عام 1997. والمروجة للمركز الثقافي «ابن رشد» في روما لنشر ثقافات البحر الأبيض المتوسط.
مديرة العلاقات العامة في مجلة «بعدها» في الفترة من 1994 إلى 1998. متعاونة لبرنامج الهجرة Raitre «عالم في لون» 2004-2005.

## الحياة السياسية
- عضو الإيطالي في البرلمان الإيطالي التشريعي السادس عشر.
- عضو منذ عام 2005 في الاتحاد الإسلامي المعتدل والتعددي الذي أنشئ في وزارة الداخلية.
- عضو في لجنة «الهجرة والصحة»، التي أنشئت في وزارة الصحة في عام 2007.

## المصدر
- (it) سيرة سعاد السباعي, على موقع النائب سعاد السباعي

## قائمة المراجع
- (fr) «مئة شخصية من الشتات الأفريقي: سعاد السباعي،» جون أفريك، رقم 2536-2537، من 16-29 أغسطس 2009، ص. 42

يناير 2012 من بين 100 امرأة أكثر نشاطا في العالم. المصدر WOMAN AND WOMAN.